# Thomas Turgoose
Thomas "Tommo" Turgoose (ur. 11 lutego 1992 w Grimsby, Lincolnshire) – angielski aktor telewizyjny oraz filmowy. 
Uczęszczał do Wintringham School, szkoły do której chodził podczas kręcenia filmu To właśnie Anglia oraz serialu The Innocence Project.
Jego pierwsza rola filmowa to pierwszoplanowa postać 12-letniego chłopca o imieniu Shaun w filmie To właśnie Anglia opartego na scenariuszu i reżyserii Shane Meadows. Dzięki tej roli wygrał British Independent Film Awards w 2006 r. dla najlepiej zapowiadającego się młodego aktora.
W serialu dramatycznym The Innocence Project zagrał postać młodego chłopca o imieniu Dizzy, prowadzonego mentalnie przez Adama Solomonsa (Luke Treadaway). Serial został wycofany po emisji ośmiu odcinków z powodu zbyt małej oglądalności i negatywnych opinii. Postać grana przez Turgooesa występowała w sześciu z ośmiu epizodów.

## Filmografia
- To właśnie Anglia (This Is England) – 2007
- Eden Lake – 2008
- Co  każdy skaut wiedzieć powinien (The Scouting Book for Boys) – 2009

## Seriale telewizyjne
- The Innocence Project (2006–2007, 6 epizodów)
- This Is England 86 (2010, 1 sezon 4 epizody)